# Schleicher ASK 14
Lo Schleicher ASK 14 è un motoaliante monoposto ad ala bassa sviluppato dall'azienda tedesca Alexander Schleicher GmbH & Co nei tardi anni sessanta.

## Storia del progetto
L'ASK-14, per le sue caratteristiche di volo e filosofia di progetto, si può considerare un precursore dei moderni alianti a decollo autonomo. Realizzato dalla Alexander Schleicher, dal 1967 al 1972 a Poppenhausen, è un motoaliante monoposto in legno.
La base di partenza, da cui si sviluppa questo velivolo, è derivata dall'esperienza del Ka 6, uno dei più riusciti alianti in legno da competizione del periodo e dal reimpiego di alcune sue parti.
Pur se prodotto dalla Alexander Schleicher in 62 esemplari, nei quali possiamo considerare due Ka-12 (di fatto una pre-serie), aggiungendo quattro Ka-14 costruiti privatamente e su licenza il numero sale ad un totale di 66.
Circa dieci esemplari furono esportati negli Stati Uniti d'America, di cui due pare siano andati distrutti.
Fatta eccezione degli alianti rimasti in Germania (la maggioranza) o in altri stati dell'Unione Europea, pur nel registro LBA, fino al luglio 2011 risultano otto ASK 14 registrati con la statunitense Federal Aviation Administration (FAA), due con la britannica Civil Aviation Authority (CAA) ed uno con la canadese Transportation Safety Board of Canada.
L'ASK-14 è stato certificato negli Stati Uniti d'America nella categoria Experimental-Racing/Exhibition. In Canada è invece considerato CAR Standard 507.03(5) (a), Flight Permit-Private Aircraft anteriore al 01/89. In Europa è un aeromobile con certificato di aeronavigabilità EASA (CofA) Certificate of Airworthiness, validato con un ARC annuale (Airworthiness Review Certificate).
L'ASK-14 è stato in assoluto il primo motoaliante dell'azienda Alexander Schleicher.
Realizzato nel 1968, fu seguito nel 1971 dal biposto affiancato ASK-16 con motore VW-Limbach da 67 hp.
Derivato dal Ka 6e, questo monoposto rientra nella famiglia di quelli che resteranno probabilmente i più famosi veleggiatori Schleicher di tutti i tempi, ovvero la serie "Ka". Per tradizione, dopo le iniziali di marca AS, l'azienda faceva seguire l'iniziale del progettista (Kaiser) seguita dal numero effettivo del modello, 14 in questo caso. L'intera serie di alianti KA, di cui fa parte l'ASK-14 con i suoi pochi esemplari, è costituita complessivamente 3650 alianti prodotti tra gli anni sessanta e settanta, un grande know how che al tempo ha rappresentato lo "stato dell'arte".
Il peso massimo al decollo dei "Ka" mediamente variava tra 180 kg e 300 kg con una efficienza fra i 26/33:1, questi piccoli aeromobili da 15 metri hanno fissato in quegli anni i più importanti record nazionali e mondiali di categoria, guidati da famosi piloti come Heinz Huth, Karl Betzler, Otto Schauble, Wally Scott, Hans Werner Grosse and Karl Striedieck.
Nella prima competizione internazionale di motoalianti tra il 6 e il 14 giugno del 1970 sul campo di volo di Ebermannstadt a Burg Feuerstein (Germania ovest), occupa immediatamente il 2º, 3º e 4º posto nella categoria monoposto.
Su questo aliante, nel 1971, Bennett Rogers, già editore di Soaring Magazine, stabilisce il primo record su motoaliante degli Stati Uniti, volando per 330.5 km (205 mi) andata e ritorno da Rosamond, California, Stati Uniti d'America.
Il progettista dell'ASK-14 Rudolf Kaiser, a metà degli anni sessanta, inizia lo sviluppo del Ka11, seguito da una coppia di Ka12, da cui parte infine la produzione in serie dell'ASK-14 che fa il suo primo volo nel 1967.
Per i suoi tempi, l'ASK14 era senz'altro uno dei migliori motoalianti esistenti, a tutt'oggi rimane senz'altro ancora uno dei più eleganti. L'esistenza oggi in varie parti del mondo di circa 30 macchine sulle 66 prodotte, testimonia la longevità, la sicurezza e la riuscita di questo velivolo, alcuni sono in corso di ricostruzione. Gli esemplari attualmente volanti si trovano in Sud Africa, Germania, Australia, Canada, U.S.A., Finlandia, Francia, Gran Bretagna, Irlanda, Italia, Giappone e Lituania
Il periodo produttivo relativamente breve di soli cinque anni è dovuto, come per tutti gli alianti in legno del periodo, anche alla svolta nella tecnologia dei materiali e l'avvento della costruzione in fibra che, all'inizio degli anni 70, chiude definitivamente il capitolo delle costruzioni aliantistiche in legno, di cui l'ASK-14 insieme al Ka 6e è forse una delle massime espressioni tecniche possibili.

## Tecnica
Di costruzione interamente lignea è un motoaliante ad ala bassa monoposto, con carrello retrattile monotraccia, realizzato impiegando l'ala del Ka 6e, a profilo laminare NACA-63 Wortmann Joukowskye
più precisamente NACA 63-618 alla radice che passa ad una sezione NACA 63-615 verso l'estremità alare.
Del medesimo aliante da competizione che adottava uno stabilatore, derivano i piani di coda, mentre l'apertura alare è ridotta da 15 m a 14,3 m. In luogo dei classici diruttori "a ghigliottina" sono installati degli spoiler forse per una semplificazione nei rimandi della aste di comando che avrebbero interferito con la nuova posizione arretrata di pilotaggio.
La fusoliera è stata ridisegnata nella parte anteriore e centrale al fine di alloggiare il motore, l'ala in basso ed ottenere un carrello retrattile, generando un ridisegno del posto di pilotaggio, ora arretrato per garantire un perfetto centraggio. La nuova configurazione che ne deriva è appunto un'ala bassa, monoscocca, parzialmente intelata e un tettuccio a goccia che consente una perfetta visibilità a 360°.
Il carrello monotraccia retrattile è in sé più alto del normale in modo da consentire una più sicura separazione dell'elica dal terreno.
Il motore è un Hirth F10 4 cilindri a 2 tempi da 570 cm³ di 26 hp (19 kW) a 5000 giri, provvisto di elica Hoffman a passo variabile meccanicamente su due posizioni, salita/crociera, ed bandiera per il veleggiamento.
Una particolarità di questo motore è data dall'avviamento a strappo dall'interno, sul cruscotto. In volo il riavviamento è semplice, sfruttando la velocità all'aria, con una lieve affondata, basta variare il passo dell'elica in posizione di crociera e dare un primo giro, per avviare l'F10.
La scelta di non montare un avviamento elettrico consente il massimo contenimento dei pesi e dà garanzia di assoluta semplicità costruttiva e dunque affidabilità. Non è comunque raro oggi trovare ASK-14 dotati di avviamento elettrico previsti dalla casa.
Questo motore, oltre che su tutti gli esemplari dell'ASK 14, è stato usato, fuori dall'applicazione aeronautica solo su un modello di motoslitta negli U.S.A, precisamente sulla Rupp sno-sport GT-4 di cui si osservano conservano alcuni esemplari conservati in musei locali statunitensi. Il serbatoio di miscela da 20 litri (in alcuni casi 30 L) è realizzato in fibra di vetro è posto dietro al pilota, racchiuso in un telaio di tubi d'acciaio.
Con un peso a vuoto di 245 chilogrammi e massimo, in ordine di volo, di 360 chilogrammi, ha prestazioni, sia a motore che a vela, eccellenti per il periodo. Il rateo di salita, con solo motore, è di 2,75 m/s a 95 km/ora, il suo tasso di discesa, come aliante. È di 0,75 m/s a 72 km/ora, con una efficienza pari a 28 a 82 km/ora. Equipaggiato con gancio baricentrico, questo motaliante può decollare anche al verricello.

## Caratteristiche di volo
Per le sue caratteristiche di volo ereditate dal Ka 6E, la maneggevolezza dell'ask14 fu definita "superba" da Soaring Magazine nel 1983.
L'aliante conserva molte delle ottime caratteristiche del prestigioso antenato, in aria si comporta in tutto e per tutto come un aliante, è facile di pilotaggio, sicuro. magari con una efficienza dei diruttori non particolarmente elevata, che va tenuta in conto impostando l'atterraggio.
Una caratteristica di questo motoaliante, che per caratteristiche di volo appare più vicino al concetto di aliante a decollo autonomo, è che sia richiesto l'atterraggio a motore spento, come un vero e proprio aliante. Questa è una probabile scelta dovuta anche alla non eccessiva separazione da terra del disco dell'elica unita all'ottima reattività dello stabilatore. Non a caso, nella procedura di atterraggio, il manuale di volo suggerisce di posizionare, cautelativamente, di riportare l'elica in posizione orizzontale. È da sottolineare che l'ASK14 può atterrare anche con il carrello chiuso, in effetti, anche se in posizione chiusa e provvisto di sportellini, la ruota fuoriesce appositamente in modo parziale.
Degno di nota il fatto che tra il '69 e settanta le caratteristiche di veleggiamento, unite alla praticità del motoaliante, hanno trasformato questo aliante in uno strumento di ricerca scientifica da parte dello biologo naturalista C.J. Pennycuick del Department of Zoology, University of Nairobi, il cui resoconto si trova in "Gliding flight of the white-backed Vulture Gyps Africanus".
Si tratta di una ricerca sul grifone dorsobianco africano (Gyps africanus) condotto tra la Tanzania ed il Kenya, usando le caratteristiche di volo dell'ASK-14 come dato noto per comprendere e studiare le effettive performance di veleggiamento della specie e studiarne le capacità migratorie. Le osservazioni fatte si basano su ottantotto voli su un totale di 240 h., la maggior parte delle quali effettuate presso il Serengeti National Park, ma anche nella parte est del Kilimanjaro.
Lo studio è stato condotto veleggiando insieme a queste specie con una stima per mezzo di rilievi fotografici, smontando la capottina e utilizzando una Nikon F fissata di fronte al pilota. Di tale esperienza esistono oltre la pubblicazione scientifica, anche un documentario filmato.
Nel corso di questo studio la manovrabilità si è rivelata determinante, volando a distanze sempre inferiori ai 50 metri dagli uccelli per esigenze di stima di misura. Il motoaliante ha consentito di seguire da vicino il volo di questi abilissimi veleggiatori naturali, la buona performance del mezzo ha fatto ricorrere lo studioso talvolta all'uso dei diruttori per evitare collisioni e assecondare meglio il volo delle specie.